# Kontragrediente Darstellung
In der Mathematik ist die kontragrediente Darstellung oder duale Darstellung ein wichtiges Hilfsmittel in linearer Algebra, projektiver Geometrie und Darstellungstheorie.

## Definition
Zu einer gegebenen Darstellung
{\displaystyle \rho \colon G\to \operatorname {GL} (V)}
kann man die duale Darstellung
{\displaystyle \rho ^{*}\colon G\to \operatorname {GL} (V^{*})}
in den dualen Vektorraum {\displaystyle V^{*}} definieren durch
{\displaystyle \left(\rho ^{*}(s)\nu \right)(v)=\nu \left(\rho (s^{-1})v\right)}
für alle {\displaystyle s\in G,v\in V} und {\displaystyle \nu \in V^{*}.}
Mit dieser Definition gilt für die natürliche Paarung {\displaystyle \langle \nu ,v\rangle :=\nu (v)} zwischen {\displaystyle V^{*}} und {\displaystyle V:}
{\displaystyle \langle \rho ^{*}(s)(\nu ),\rho (s)(v)\rangle =\langle \nu ,v\rangle } für alle {\displaystyle s\in G,v\in V,\nu \in V^{*}.}

## Darstellung durch Matrizen
Nach Wahl einer Basis und der kanonischen dualen Basis wird {\displaystyle \rho (g)} durch eine Matrix {\displaystyle A} und {\displaystyle \rho ^{*}(g)} durch die Transponierte der inversen Matrix beschrieben, also {\displaystyle \rho ^{*}(g)=(A^{T})^{-1}}.
Beweis: Sei {\displaystyle v_{1},\ldots ,v_{n}} eine Basis von {\displaystyle V} und {\displaystyle v_{1}^{*},\ldots ,v_{n}^{*}} die duale Basis von {\displaystyle V^{*}}. Sei
{\displaystyle gv_{i}=\sum _{j}a_{ij}(g)v_{j}\in V}
und
{\displaystyle gv_{j}^{*}=\sum _{i}b_{ij}(g)v_{i}^{*}\in V^{*}},
dann ist
{\displaystyle b_{ji}(g)=(gv_{j})^{*}v_{i}=v_{j}^{*}(g^{-1}v_{i})=v_{j}^{*}\left(\sum _{k}a_{ik}(g^{-1})v_{k}\right)=a_{ij}(g^{-1})}.
{\displaystyle (A^{T})^{-1}} wird als die zu {\displaystyle A} kontragrediente Matrix bezeichnet; für reguläre Matrizen {\displaystyle A} gilt {\displaystyle (A^{T})^{-1}=(A^{-1})^{T}}.

## Unitäre Darstellungen
Wenn {\displaystyle \rho } eine unitäre Darstellung ist, dann ist {\displaystyle \rho ^{*}} die komplex konjugierte Darstellung {\displaystyle {\overline {\rho }}}.

## Beispiel
Sei {\displaystyle G=\mathbb {Z} /3\mathbb {Z} } und sei {\displaystyle \rho \colon \mathbb {Z} /3\mathbb {Z} \to \operatorname {GL} _{2}(\mathbb {C} )} die Darstellung von {\displaystyle \mathbb {Z} /3\mathbb {Z} } definiert durch
{\displaystyle \rho ({\overline {0}})={\text{Id}},\,\,\rho ({\overline {1}})=\left({\begin{array}{cc}\cos({\frac {2\pi }{3}})&-\sin({\frac {2\pi }{3}})\\\sin({\frac {2\pi }{3}})&\cos({\frac {2\pi }{3}})\end{array}}\right),\,\,{\text{  und   }}\,\,\rho ({\overline {2}})=\left({\begin{array}{cc}\cos({\frac {4\pi }{3}})&-\sin({\frac {4\pi }{3}})\\\sin({\frac {4\pi }{3}})&\cos({\frac {4\pi }{3}})\end{array}}\right).}
Dann ist die duale Darstellung {\displaystyle \rho ^{*}\colon \mathbb {Z} /3\mathbb {Z} \to \operatorname {GL} ((\mathbb {C} ^{2})^{*})} gegeben durch:
{\displaystyle \rho ^{*}({\overline {0}})={\text{Id}},\,\,\rho ^{*}({\overline {1}})=\left({\begin{array}{cc}\cos({\frac {4\pi }{3}})&\sin({\frac {4\pi }{3}})\\-\sin({\frac {4\pi }{3}})&\cos({\frac {4\pi }{3}})\end{array}}\right),\,\,{\text{  und   }}\,\,\rho ^{*}({\overline {2}})=\left({\begin{array}{cc}\cos({\frac {2\pi }{3}})&\sin({\frac {2\pi }{3}})\\-\sin({\frac {2\pi }{3}})&\cos({\frac {2\pi }{3}})\end{array}}\right).}